# MAMA Awards
Los MAMA Awards (anteriormente llamado Mnet Asian Music Awards) son unos premios surcoreanos de música presentados anualmente por la compañía de entretenimiento CJ ENM. La mayoría de los premios son otorgados a artistas de K-pop, aunque algunos también son entregados a otros artistas asiáticos.
La ceremonia fue celebrada por primera vez en Seúl en 1999 bajo el nombre de Mnet Video Music Awards y televisada por el canal Mnet. Los MAMA Awards han sido organizados fuera de Corea del Sur desde 2011 y actualmente se transmite internacionalmente.

## Sedes anfitrionas
| Edición                             | Fecha                   | Ciudad, País                | Lugar                                              | Presentadores                | Ref                     |
| Mnet Video Music Awards             | Mnet Video Music Awards | Mnet Video Music Awards     | Mnet Video Music Awards                            | Mnet Video Music Awards      | Mnet Video Music Awards |
| ----------------------------------- | ----------------------- | --------------------------- | -------------------------------------------------- | ---------------------------- | ----------------------- |
| 1.ª                                 | 27 de noviembre de 1999 | Seúl, Corea del Sur         | Universal Arts Center                              | Choi Hal Li                  | [ 4 ]                   |
| Mnet Music Video Festival (MMF)     |                         |                             |                                                    |                              |                         |
| 2.ª                                 | 24 de noviembre de 2000 | Seúl, Corea del Sur         | Universal Arts Center                              | Cha Tae-hyun y Kim Hyun Joo  | [ 5 ]                   |
| 3.ª                                 | 23 de noviembre de 2001 | Seúl, Corea del Sur         | Universal Arts Center                              | Cha Tae-hyun y Song Hye Kyo  | [ 6 ]                   |
| 4.ª                                 | 29 de noviembre de 2002 | Seúl, Corea del Sur         | Universal Arts Center                              | Shin Dong Yup y Kim Jung Eun | [ 7 ]                   |
| 5.ª                                 | 27 de noviembre de 2003 | Seúl, Corea del Sur         | Universidad de Kyung Hee                           | Cha Tae Hyun y Sung Yu Ri    | [ 8 ]                   |
| Mnet Km Music Video Festival (MKMF) |                         |                             |                                                    |                              |                         |
| 6.ª                                 | 4 de diciembre de 2004  | Seúl, Corea del Sur         | Universidad de Kyung Hee                           | Shin Dong Yup y Kim Jung Eun | [ 9 ]                   |
| 7.ª                                 | 27 de noviembre de 2005 | Seúl, Corea del Sur         | Arena de Gimnasia Olímpica                         | Shin Dong Yup y Kim Ah Jung  | [ 10 ]                  |
| Mnet Km Music Festival (MKMF)       |                         |                             |                                                    |                              |                         |
| 8.ª                                 | 25 de noviembre de 2006 | Seúl, Corea del Sur         | Arena de Gimnasia Olímpica                         | Shin Dong Yup y Kim Ok Bin   | [ 11 ]                  |
| 9.ª                                 | 17 de noviembre de 2007 | Seúl, Corea del Sur         | Estadio Olímpico de Seúl                           | Shin Dong Yup y Lee Da Hae   | [ 12 ]                  |
| 10.ª                                | 15 de noviembre de 2008 | Seúl, Corea del Sur         | Estadio Olímpico de Seúl                           | Rain                         | [ 13 ]                  |
| Mnet Asian Music Awards (MAMA)      |                         |                             |                                                    |                              |                         |
| 11.ª                                | 21 de noviembre de 2009 | Seúl, Corea del Sur         | Estadio Olímpico de Seúl                           | Tiger JK                     | [ 14 ]                  |
| 12.ª                                | 28 de noviembre de 2010 | Macao, China                | CotaiArena                                         | —                            | [ 15 ]                  |
| 13.ª                                | 29 de noviembre de 2011 | Singapur, Singapur          | Estadio Cubierto de Singapur                       | Lee Byung Hun                | [ 16 ]                  |
| 14.ª                                | 30 de noviembre de 2012 | Hong Kong, China            | Centro de exhibiciones y convenciones de Hong Kong | Song Joong Ki                | [ 17 ]                  |
| 15.ª                                | 22 de noviembre de 2013 | Hong Kong, China            | AsiaWorld-Arena                                    | Lee Seung Gi                 | [ 18 ]                  |
| 16.ª                                | 3 de diciembre de 2014  | Hong Kong, China            | AsiaWorld-Arena                                    | Song Seung Heon              | [ 19 ]                  |
| 17.ª                                | 2 de diciembre de 2015  | Hong Kong, China            | AsiaWorld-Arena                                    | PSY                          | [ 20 ]                  |
| 18.ª                                | 2 de diciembre de 2016  | Hong Kong, China            | AsiaWorld-Arena                                    | Lee Byung Hun                | [ 21 ]                  |
| 19.ª                                | 25 de noviembre de 2017 | Ciudad Ho Chi Minh, Vietnam | Hoa Binh Theatre                                   | Thu Minh                     | [ 22 ]                  |
| 19.ª                                | 29 de noviembre de 2017 | Yokohama, Japón             | Yokohama Arena                                     | Park Bo Gum                  | [ 22 ]                  |
| 19.ª                                | 30 de noviembre de 2017 | Hong Kong, China            | W Hong Kong                                        | s/a                          | [ 22 ]                  |
| 19.ª                                | 1 de diciembre de 2017  | Hong Kong, China            | AsiaWorld-Arena                                    | Song Joong Ki                | [ 22 ]                  |
| 20.ª                                | 10 de diciembre de 2018 | Seúl, Corea del Sur         | Dongdaemun Design Plaza                            | Jung Hae-in                  | [ 23 ]                  |
| 20.ª                                | 12 de diciembre de 2018 | Saitama, Japón              | Saitama Super Arena                                | Park Bo-gum                  | [ 23 ]                  |
| 20.ª                                | 14 de diciembre de 2018 | Hong Kong, China            | AsiaWorld-Arena                                    | Song Joong-ki                | [ 23 ]                  |
| 21.ª                                | 4 de diciembre de 2019  | Nagoya, Japón               | Nagoya Dome                                        | Park Bo-gum                  | [ 24 ]                  |
| 22.ª                                | 6 de diciembre de 2020  | Paju, Corea del Sur         | CJ ENM Contents World                              | Song Joong-ki                | [ 25 ]                  |
| 23.ª                                | 11 de diciembre de 2021 | Paju, Corea del Sur         | CJ ENM Contents World                              | Lee Hyori                    | [ 26 ]                  |
| MAMA Awards                         |                         |                             |                                                    |                              |                         |
| 24.ª                                | 29 de noviembre de 2022 | Osaka, Japón                | Domo de Osaka                                      | Somi y Park Bo-gum           |                         |
| 24.ª                                | 30 de noviembre de 2022 | Osaka, Japón                | Domo de Osaka                                      | Somi y Park Bo-gum           |                         |
| 25.ª                                | 28 de noviembre de 2023 | Tokio, Japón                | Tokyo Dome                                         |                              |                         |
| 25.ª                                | 29 de noviembre de 2023 | Tokio, Japón                | Tokyo Dome                                         |                              |                         |

## Categorías

### Premios principales (Daesang)
- Artista del año
- Álbum del año
- Canción del año
- Ícono global del año (desde 2018)

### Premios en competencia
Categorías introducidas en 1999, a menos que se indique.
- Mejor artista masculino
- Mejor artista femenina
- Mejor grupo masculino (desde 2000, fue conocido como Mejor Grupo en 1999)
- Mejor grupo femenino (desde 2000)
- Mejor artista nuevo
- Mejor performance de baile
- Mejor performance de una banda
- Mejor performance de rap
- Mejor performance vocal (desde 2010)
- Mejor colaboración (2010, 2012, 2014-2017, 2019-presente)
- Mejor unidad (desde 2018)

### Premios especiales
Estos premios fueron dados una vez o de manera ocasional.
- Mejor artista internacional (1999-2006, 2009-2010, 2012–2014)
- Mejor artista de Asia (desde 2004)
- Otros premios especiales
- MAMA Platinum (2022)

### Premios descontinuados
- Vídeo musical del año (1999–2005. Ex Premio Daesang, actualmente Premio a Mejor Vídeo Musical desde 2006)
- Vídeo musical más popular (1999–2005. Ex Premio Daesang)
- Mejor performance en vídeo musical (2005–2007)
- Mejor director de vídeo musical (1999–2006)
- Mejor grupo mixto (2000-2009)
- Mejor performance en balada (1999–2009)
- Mejor performance en R&B (2000–2007)
- Mejor performance en música indie (1999–2002)
- Mejor performance en house y electrónica (2007–2009)
- Mejor performance en trot (2009)
- Mejor sencillo digital (2010)

## Ganadores

### Principales ganadores
| Año  | Artista del Año   | Álbum del Año                        | Canción del Año                 | Ícono Global del Año (*) |
| ---- | ----------------- | ------------------------------------ | ------------------------------- | ------------------------ |
| 2006 | TVXQ              | SG Wannabe - The 3rd Masterpiece     | SG Wannabe - «Partner for Life» | -                        |
| 2007 | Super Junior      | Epik High - Remapping the Human Soul | Big Bang - «Lies»               | -                        |
| 2008 | Big Bang          | TVXQ - Mirotic                       | Wonder Girls - «Nobody»         | -                        |
| 2009 | 2PM               | G-Dragon - Heartbreaker              | 2NE1 - «I Don't Care»           | -                        |
| 2010 | 2NE1              | 2NE1 - To Anyone                     | Miss A - «Bad Girl Good Girl»   | -                        |
| 2011 | Girls' Generation | Super Junior - Mr. Simple            | 2NE1 - «I Am the Best»          | -                        |
| 2012 | Big Bang          | Super Junior - Sexy, Free & Single   | PSY - «Gangnam Style»           | -                        |
| 2013 | G-Dragon          | EXO - XOXO                           | Cho Yong Pil - «Bounce»         | -                        |
| 2014 | EXO               | EXO - Overdose                       | Taeyang - «Eyes, Nose, Lips»    | -                        |
| 2015 | Big Bang          | EXO - Exodus                         | Big Bang - «Bang Bang Bang»     | -                        |
| 2016 | BTS               | EXO - Ex'Act                         | Twice - «Cheer Up»              | -                        |
| 2017 | BTS               | EXO - The War                        | Twice - «Signal»                | -                        |
| 2018 | BTS               | BTS - Love Yourself: Tear            | Twice - «What Is Love?»         | BTS                      |
| 2019 | BTS               | BTS - Map of the Soul: Persona       | BTS - «Boy with Luv»            | BTS                      |
| 2020 | BTS               | BTS - Map of the Soul: 7             | BTS - «Dynamite»                | BTS                      |
| 2021 | BTS               | BTS - Be                             | BTS - «Butter»                  | BTS                      |
| 2022 | BTS               | BTS - Proof                          | IVE - «Love Dive»               | BTS                      |
| 2023 | NewJeans          | Seventeen - FML                      | NewJeans - «Ditto»              | BTS                      |
| 2024 | Seventeen         | Seventeen - Seventeenth Heaven       | Aespa - «Supernova»             | Jimin                    |

(*): Votación popular.
| 2024
| QWER - T.B.H

## Artistas más ganadores

### General
| Pos. | Artista      | Premios |
| ---- | ------------ | ------- |
| 1.º  | BTS          | 52      |
| 2.º  | Twice        | 18      |
| 3.º  | EXO          | 16      |
| 4.º  | Seventeen    | 15      |
| 5.º  | Big Bang     | 13      |
| 5.º  | Super Junior | 13      |
| 6.º  | IU           | 11      |
| 6.º  | Blackpink    | 11      |
| 6.º  | TVXQ         | 11      |
| 7.°  | 2NE1         | 10      |
| 7.°  | PSY          | 10      |
| 7.°  | Shinhwa      | 10      |
| 8.º  | BoA          | 8       |

### Premios Daesang
Artistas que han recibido mayor número de premios Daesang, que incluyen las categorías de Canción del año, Álbum del año, Artista del año, Ícono global del año, así como otros premios Daesang ya descontinuados.
| Pos. | Artista      | Premios |
| ---- | ------------ | ------- |
| 1.º  | BTS          | 21      |
| 2.º  | EXO          | 6       |
| 3.º  | Big Bang     | 5       |
| 4.º  | 2NE1         | 4       |
| 5.º  | Super Junior | 3       |
| 5.º  | Twice        | 3       |
| 5.º  | Seventeen    | 3       |
| 6.º  | NewJeans     | 2       |
| 6.º  | G-Dragon     | 2       |
| 6.º  | TVXQ         | 2       |
| 6.º  | SG Wannabe   | 2       |
| 6.º  | BoA          | 2       |
| 6.º  | H.O.T.       | 2       |